# Liste der Könige von Judäa
Diese Liste führt die Könige von Judäa (in römischer Zeit) der Herodianischen Dynastie auf, die in der Nachfolge der Hasmonäer zwischen 37 v. Chr. und 71 n. Chr. über Judäa oder Teile davon herrschten. Nach 71 war das gesamte Gebiet römische Provinz.
- Ganz Judäa 37 - 4 v. Chr.
  - Herodes I. der Große 37 – 4 v. Chr.
- Reichsteilung 4 v. Chr. bis 41 n. Chr.
  - Galiläa und Peräa:
    - Herodes Antipas 4 v. Chr. – 39 n. Chr.

  - Judäa diesseits des Jordan, Samaria, Idumäa
    - Herodes Archelaos 4 v. Chr. – 6 n. Chr.

  - Gaulanitis, Trachonitis, Batanäa
    - Herodes Philippos 4 v. Chr. – 34 n. Chr.
    - Herodes Agrippa I. 37 – 41 n. Chr.
- Ganz Judäa 41 – 71 n. Chr.
  - Herodes Agrippa I. 41 – 44 n. Chr.
  - römische Provinz 44 – 53 n. Chr.
    - Herodes Agrippa II. 53 – 71 n. Chr. (nur in Gaulanitis, Trachonitis, Batanäa)

  - römische Provinz ab 71 n. Chr.